# ROH 더 빅 뱅!
더 빅 뱅!(The Big Bang!)은 링 오브 오너가 주관하는 월간 페이퍼뷰로 2010년 4월에 진행된 인터넷 PPV이다. 원래는 페이퍼뷰가 아닌 하우스 쇼로 진행되었으나
2010년에 인터넷 페이퍼뷰 방식으로 변경되어 진행되었다.

## 결과

### 2010년
- 다크 매치 : 그리즐리 레드우드 & 브라다도 형제 (랜스 & 할름)가 어르니 오시리스 & 잭 사브레 주니어 & KC 맥나잇에게 승리
- 필 셰터가 잭 살베이션에게 승리
- 데이비 리쳐즈가 캐니 킹과의 픽 6 콘텐더 시리즈 경기에서 승리
- 니크로 부쳐가 에릭 스티븐스에게 승리
- 캐센드로 엘 엑소테코가 레트 티튜스에게 승리
- 콜크 카바나 & 엘 제네리코가 캐빈 스틴 & 스티브 코노리코에게 실격승
- 킹스 오브 레슬링 (크리스 히어로 & 클라우디오 캐스터그놀리)가 브리코 형제를 꺾고 새로운 RoH 월드 태그팀 챔피언에 등극
- 타일러 블랙이 로데릭 스트롱 &, 오스틴 에리즈와의 3자간 제거 경기에서 승리하여 RoH 월드 타이틀 방어에 성공
- 블루 데몬 주니어 & 매그노가 슈퍼 파카 & 미스테리오소에게 승리